# Azure
Azure és una concentració de població designada pel cens dels Estats Units a l'estat de Montana. Segons el cens del 2000 tenia 253 habitants.

## Demografia
Segons el cens del 2000, Azure tenia 253 habitants, 55 habitatges, i 47 famílies. La densitat de població era de 21,9 habitants per km².
Dels 55 habitatges en un 49,1% hi vivien nens de menys de 18 anys, en un 45,5% hi vivien parelles casades, en un 25,5% dones solteres, i en un 14,5% no eren unitats familiars. En el 12,7% dels habitatges hi vivien persones soles l'1,8% de les quals corresponia a persones de 65 anys o més que vivien soles. El nombre mitjà de persones vivint en cada habitatge era de 4,6 i el nombre mitjà de persones que vivien en cada família era de 5,04.
Per edats la població es repartia de la següent manera: un 42,3% tenia menys de 18 anys, un 18,6% entre 18 i 24, un 21,7% entre 25 i 44, un 13,4% de 45 a 60 i un 4% 65 anys o més.
L'edat mediana era de 20 anys. Per cada 100 dones de 18 o més anys hi havia 102,8 homes.
La renda mediana per habitatge era de 19.821 $ i la renda mediana per família de 26.250 $. Els homes tenien una renda mediana de 27.614 $ mentre que les dones 26.250 $. La renda per capita de la població era de 5.407 $. Aproximadament el 28,3% de les famílies i el 32,4% de la població estaven per davall del llindar de pobresa.

## Poblacions més properes
El següent diagrama mostra les poblacions més properes.